# ووشی بایولاجیکس
ووشی بایولاجیکس (انگلیسی: WuXi Biologics) شرکت داروسازی هنگ کنگی است، که در سال ۲۰۱۵ تأسیس شد.